# Langstaartgrondeekhoorn
De langstaartgrondeekhoorn (Urocitellus undulatus)  is een zoogdier uit de familie der eekhoorns (Sciuridae) dat voorkomt in het noordoosten van Azië. De wetenschappelijke naam van de soort werd voor het eerst geldig gepubliceerd door Peter Simon Pallas in 1778.

## Verspreiding en ondersoorten
Er worden zes ondersoorten van de langstaartgrondeekhoorn onderscheiden, maar de status van deze wordt betwist. Mogelijk gaat het in sommige gevallen om zelfstandige soorten.
- (Urocitellus undulatus undulatus Pallas, 1841) - Cisbaikalregio, met name in de Russische republiek Boerjatië.[2] Heeft een geïsoleerd voorkomen op het eiland Olchon in het westen van het Baikalmeer.[4]
- (Urocitellus undulatus eversmanni Brandt, 1841) - Altaigebergte en Westelijke Sajan.[2]
- (Urocitellus undulatus jacutensis Brandt, 1844) - Geïsoleerd voorkomen in het noorden van Jakoetië.[1][2]
- Amoergrondeekhoorn[5] (Spermophilus undulatus menzbieri Ognjov, 1937) - Geïsoleerd voorkomen in het stroomdal van de rivier Amoer, ten noorden van de stad Blagovesjtsjensk.[2]
- (Urocitellus undulatus stramineus Obolenski, 1927) - Dzjoengarije en het westen van Mongolië.[2]
- (Urocitellus undulatus transbaikalicus Obolenski, 1927) - Transbaikalregio, onder meer in delen van het Jablonovygebergte.[2]